# Ulf Harten
Ulf Harten (* 1954 in Hamburg) ist ein deutscher Comiczeichner und Cartoonist.

## Leben
Harten entstammt einer Künstlerfamilie. Sein Vater war Steinbildhauer, seine Mutter dichtete, seine Großmutter zeichnete und seine Schwester ist die Schauspielerin und Regisseurin Meike Harten.
Harten absolvierte das Abitur, den Zivildienst und ist als bildender Künstler Autodidakt. Seinen ersten großen Illustrationsauftrag erhielt er 1983 durch Vermittlung des NDR-Moderators Lutz Ackermann für Illustrationen zu dem Buch Club-Sprüche, welches sich über 300.000 mal verkaufte. Nach zahlreichen weiteren Veröffentlichungen in Büchern, Heften und Sammelbänden erschien 1990 seine Großstadt-Satire Das Seegurkenprinzip beim Carlsen Verlag. In den 1990ern organisierte er jährlich die I.N.C. Gruppenausstellungen Comics auf dem Kiez. Sie begannen 1992 – in einem besetzten Haus, dem ehemaligen Caesar’s Palace, auf der Reeperbahn – mit der bis dahin bundesweit größten Comic-Ausstellung unter dem Titel Am Anfang war der Strich.
Besonders bekannt sind seine Hamburger Wimmelbilder, trashige und detailverliebte Stadt-Panoramen, die er seit 1999 alljährlich als Comic-Kalender Hamburg Total veröffentlicht. 2005 illustrierte er das Langenscheidt-Fußballwörterbuch „Fußball – Deutsch“ von Gerhard Delling. Im Januar 2015 präsentierte Harten erstmals seine Werkschau „Hamburg Total“ mit 50 Motiven in der Fabrik der Künste in Hamburg-Hamm. Die Folgeausstellung „Hamburg total 2“ in der Fabrik der Künste ist zwischen dem 26. Februar und 8. März 2020 vorgesehen.
Er wohnt und arbeitet zusammen mit der Autorin und Illustratorin Doris Dörr – alias „DM Trocken“ – in einem denkmalgeschützten Turm der ehemaligen Palmin-Fabrik am Jaffe-Davids-Kanal in Hamburg-Wilhelmsburg.

## Stil
Über sich selbst sagt Harten, er gelte „als eines der letzten freilaufenden Exemplare analoger Comicrestkultur [...]“ und sieht sich in der Tradition des Comiczeichners Carl Barks. Seine Arbeitstechnik erläutert er wie folgt, „die Vorzeichnungen mache ich mit dem Bleistift und Radiergummi, dann fertige ich mit dem Pinsel und Tusche eine Strichzeichnung auf Zeichenpapier an, die anschließend mit Markern koloriert wird“. Als „Stadt-Karikaturen“ oder „Karikatur von Architektur“ bezeichnet er sein Genre.

## Publikationen (Auswahl)
- Club-Sprüche, Illustrator: Ulf Harten, Verlag Hanseatische Edition (1983)
- Das Seegurkenprinzip (2 Bände, Carlsen Verlag 1990)
- Langenscheidt Fußball-Deutsch/Deutsch-Fußball – Für Fans und solche, die es werden wollen, Gerhard Delling, Langenscheidt (2005)
- Hamburg Total – Das Buch – Stadtkarikaturen von Ulf Harten, Junius-Verlag (2019)